# Tipula (Lunatipula) cerva
Tipula (Lunatipula) cerva is een tweevleugelige uit de familie langpootmuggen (Tipulidae). De soort komt voor in het Palearctisch gebied.